# إي-غولد
إي-غولد (بالإنجليزية: E-gold)‏ أو مايمكن تسمية باللغة العربية الذهب الإلكتروني وهو اسم أيضاً لشركة عملات ذهبية إلكترونية حيث تعمل كوسيط لتبادل العملة الذهبية وكذلك الشراء والبيع بالمقايضة بالذهب حيث تحاول شركة e-gold ان تنافس شركة باي بال في مجال التبادل الإلكتروني التجاري من حيث تسهيل تحويل الأموال بين مستخدمين الإنترنت حيث تستعيض شركة e-gold بالذهب بدلاً من التعامل بالعملات العادية.
تأسست شركة e-gold في سنة 1996 وأصبحت في سنوات قليلة من أكبر شركات تبادل وتحويل العملات إلكترونياً، ومايميز استخدام e-gold ان التبادل والشراء والبيع بواسطتها لا يتأثر بفرق سعر العملات العادية وانما يتأثر بسعر جرام الذهب مقابل تلك العملات.

## وصلات خارجية
- الموقع الرسمي